# 전동 사이드 미러

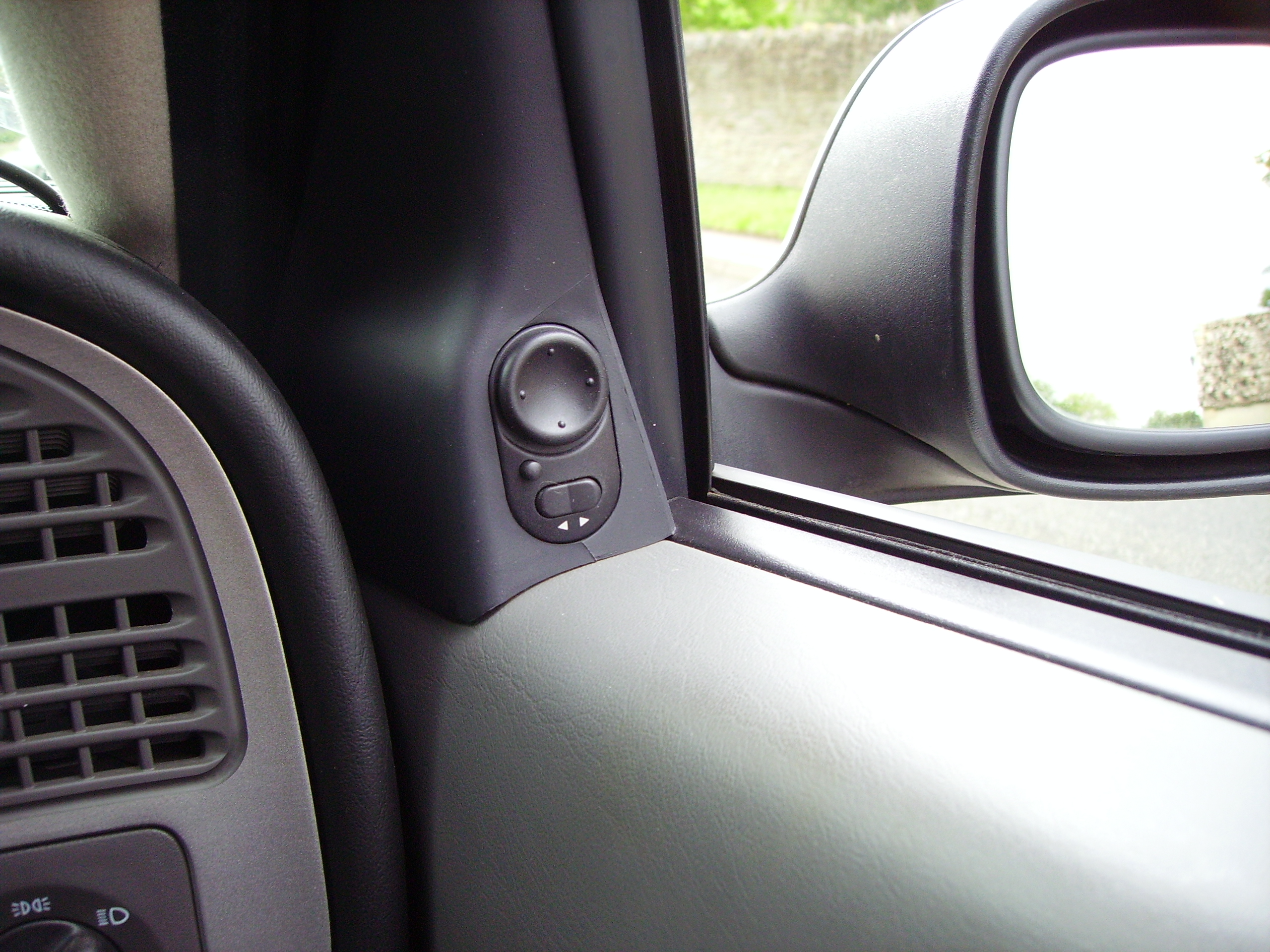
사이드 미러를 위한 운전자 제어 장치, 작은 연석 보기 버튼 포함(사브 9-5).

전동 사이드 미러 또는 파워 미러(영어: Power mirror)는 자동차 내부에서 수직 및 수평 조정을 위한 전기적 수단이 장착된 사이드 미러이다.
전동 미러의 유리는 김 서림이나 결빙을 방지하기 위해 전기로 가열될 수도 있다.
점차적으로 전동 사이드 미러는 차량의 방향 지시등 반복 장치를 통합하고 있다. 미러 장착형 반복 장치가 이전에 주로 사용되던 펜더 측면 위치에 장착된 반복 장치보다 더 효과적일 수 있다는 증거가 있다.

## 작동
일반적으로 단일 제어 장치가 좌우 사이드 미러를 모두 제어하는 데 사용된다. 미러는 스위치나 노브로 선택된다. 미러 선택기는 일반적으로 미러가 선택되지 않은 중립 위치를 가지며, 이는 의도치 않은 시야 변경을 방지하기 위함이다. 선택된 미러의 위치는 조이스틱, 4방향 노브 또는 기타 유형의 위치 제어 장치로 조정된다. 고급 디자인에서는 전동 미러 설정이 파워시트 설정과 함께 기억될 수 있다.